# Остров Меньшикова
Остров Меньшикова — остров в Охотском море. Расположен в 44 км от материка, на северо-восток от мыса Мухтеля. Протяжённость острова — 5,5 км при максимальной ширине в 1 км. Наивысшая точка — 370 м.
Открыт в 1847 году экспедицией под командованием капитан-лейтенанта Василия Поплонского.